# Credera Rubbiano
Credera Rubbiano es una localidad y comune italiana de la provincia de Cremona, región de Lombardía, con 1.658 habitantes.

## Evolución demográfica
| Gráfica de evolución demográfica de Credera Rubbiano entre 1861 y 2001 |
|                                                                        |
| Fuente ISTAT - elaboración gráfica de Wikipedia                        |